# Hongshanosaurus
Hongshanosaurus (che significa "lucertola della collina rossa") è un genere di psittacosauride vissuto in Asia Orientale, durante il Cretaceo Inferiore (Aptiano), circa 125 milioni di anni fa.
L'unica specie conosciuta fino ad ora è H. houi.

## Scoperta e specie
L'esemplare finora scoperto, è stato nominato IVPP V12704, per il ritrovamento di un cranio parzialmente completo dell'animale, lungo soltanto 5 centimetri (2 pollici). Solo in seguito, con la scoperta di un altro esemplare lungo di 20 centimetri, è stato possibile ricostruirne l'aspetto. La specie (H. houi) onora, il famoso professore Hou Lianhai, dell'Istituto di Paleontologia e Paleoantropologia di Pechino, ma gli scienziati che hanno confermato il genere e la specie sono, You Hailu , Xu Xing e Wang Xiaolin nel 2003. Nell'aspetto assomiglia al ben noto Psittacosaurus, col quale è strettamente imparentato. Ma da un'osservazione accurata sui crani della specie rinvenuti nella Formazione Yixian di Liaoning, in Cina (famosa per l'eccezionale conservazione dei suoi fossili di dinosauri piumati), già si nota una differenza sostanziale tra i due generi.

## Classificazione
Hongshanosaurus è stato ufficialmente inserito nella famiglia Psittacosauridae dalla sua prima descrizione, senza un'accurata analisi filogenetica. L'altro genere finora conosciuto di questa famiglia (oltre a l'Hongshanosaurus stesso) è lo Psittacosaurus, sebbene vi siano incluse più di una dozzina di specie di questo animale. Dall'andatura semibipede e piuttosto primitivi, sono considerati dei ceratopsi basali, rispetto alle forme ben più evolute come il Triceratopo, il Centrosauro e il Casmosauro.